# Skały obojętne
Skały obojętne, skały pośrednie – skały magmowe, odznaczające się pośrednią zawartością krzemionki (53–65% SiO2).
Skały obojętne są złożone głównie ze skaleni i amfiboli, a często również z piroksenów. Nie zawierają ani kwarcu (wskazującego na nadmiar krzemionki), ani skaleniowców (wskazujących na jej niedomiar). Niekiedy wykazują niewielkie ilości biotytu.
- Głębinowe skały obojętne – są reprezentowane przez: syenit, monzonit, dioryt, syenodioryt, syenogabro.
- Obojętne skały żyłowe – są reprezentowane przez lamprofiry, część pegmatytów.
- Wylewne skały obojętne, tzw. porfiry bezkwarcowe – są reprezentowane przez: trachit, latyt, andezyt, trachyandezyt, trachybazalt.